# Luc Steins
Luc Steins (Voerendaal, 1995. március 22. –) holland válogatott kézilabdázó, a francia Paris Saint-Germain Handball játékosa.
Posztján átlag alattinak nevezhető 173 cm-es magasságát gyors, robbanékony játékkal tudja ellensúlyozni, így Európa egyik topcsapatának, a PSG-nek is meghatározó játékosa tud lenni.
Bátyja, Ivo Steins szintén válogatott kézilabdázó.

## Pályafutása

### Klubcsapatokban
Steins 2012-ben lett a Limburg Lions játékosa. Ezzel a csapattal nyert 2015-ben és 2016-ban holland bajnokságot és háromszor választották meg a holland bajnokság legjobb játékosának. 2016-ban igazolt a francia másodosztályban szereplő Massy Essonne Handballhoz. A szezon végén feljutottak az élvonalba és Steinst megválasztották a bajnokság legjobb játékosának. 2017-től a Tremblay-en-France Handball játékosa volt két évig, majd a Fenix Toulouse Handballhoz igazolt.
Miután 2020 októberében a bajnok Paris Saint-Germainben játszó Nikola Karabatić keresztszalag-szakadást szenvedett, a csapat Steinst vette kölcsön a francia sztárjátékos pótlására. A lehetőséggel élni tudott, megnyerték a francia bajnokságot és a szezon végén megválasztották a bajnokság legértékesebb játékosának is. Emellett a Bajnokok Ligájában is bemutatkozhatott és csapatával bejutott a Final Four-ba is, ahol végül a negyedik helyen végeztek. 2021 márciusában bejelentették, hogy a PSG végleg szerződtette Steinst.

### A válogatottban
Első válogatott mérkőzését 2013 októberében játszotta. A holland válogatott története során először vehetett részt Európa-bajnokságon 2020-ban. Steins volt csapatának második leggólerősebb játékosa, három mérkőzésen 14 gólt ért el. A részben magyar rendezésű 2022-es Európa-bajnokságon a holland válogatottal 10. helyen végzett, de kiemelkedő játékának köszönhetően bekerült a torna All-Star csapatába. Világbajnokságon először 2023-ban vett részt.

## Sikerei, díjai
- Holland bajnok: 2015, 2016
- Francia bajnok: 2021, 2022, 2023, 2024
- A holland bajnokság legjobb játékosa: 2014,[9] 2015,[10] 2016[11]
- A francia bajnokság legértékesebb játékosa: 2021
- Európa-bajnokság All-Star csapatának tagja: 2022